# مغز استخوان

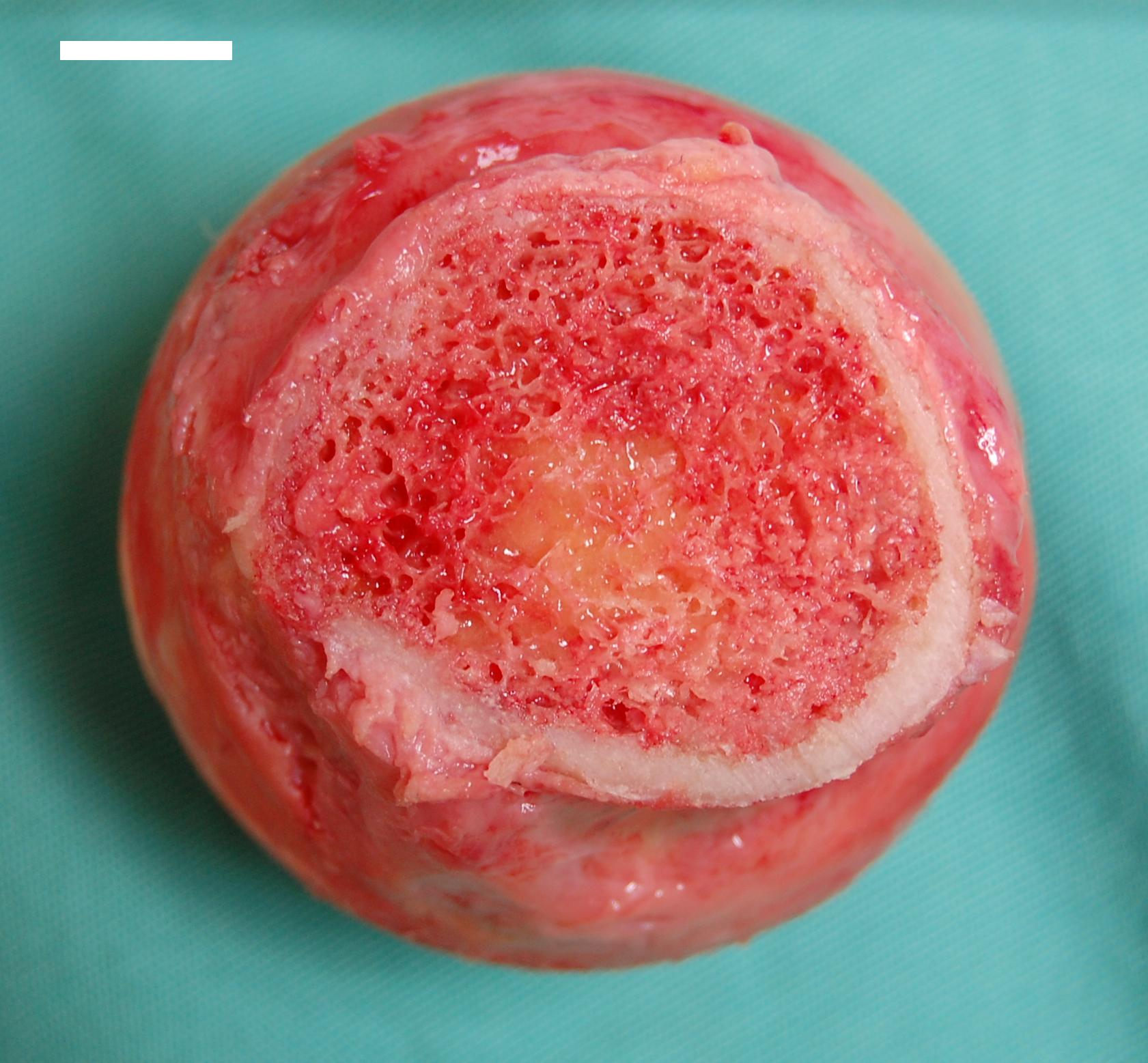
مغز استخوان ران

استخوان متراکم دارای یک حفره مرکزی به نام مغز استخوان است که با آندوستئوم پوشیده شده‌است. در پیرامون استخوان، پرده ضریع قرار دارد که کل استخوان را حفاظت می‌کند. استخوان‌های اسفنجی دارای حفره‌های کوچک و بزرگ و سیستم‌های هاورس ناقص هستند.
مغز استخوان بافت نرم و پررگی است که داربست آن را بافت رتیکولر پایه‌ریزی می‌کند و بر روی آن سلول‌های گوناگون خونی، خونساز و چربی قرار دارد. 
مغز استخوان حفره میانی استخوان‌های دراز و فضاهای میان ترابکولی استخوان‌های اسفنجی را پر می‌کند.
مغز استخوان به دو صورت مغز قرمز و مغز زرد دیده می‌شود که اولی بیشتر از سلول‌های خونساز پایه‌ریزی شده و بافت میلوئید نیز خوانده می‌شود و دومی بیشتر دربر گیرنده سلول‌های چربی است. 
مغز استخوان جزء سیستم ایمنی است که نقش در تولید گلبول‌های سفید، قرمز، پلاکت‌های خون و پلاسما را دارد که معمولاً با افزایش چاقی سلول‌های چربی زیاد شده و بافت چربی بسیار زیادتر از بافت خونی یا بافت قرمز می‌شود با کنترل کردن چاقی می‌توان بافت قرمز مغز استخوان را زیاد و تقویت کرد.
در افراد بالغ مغز استخوان قرمز اساسأ در اسکلت بخش میانی بدن مانند کتف‌ها، لگن، جناغ، دنده‌ها، جمجمه و مقدار کمی هم در قسمت گرد استخوان‌های بلند یعنی سر استخوان‌ران درشت‌نی، نازک‌نی در پاها، استخوان‌بازو زند زبرین، زند زیرین در بازوها و کف پا، کف دست و بند انگشتان و ترقوه‌ها است.
در مرحله جنینی و پس از زایش تا مرحله بلوغ همه استخوان‌ها در بر گیرنده مغز قرمز می‌باشند، ولی در بزرگسالان مغز قرمز محدود به مهره‌ها، استخوان‌های جناغ، دنده‌ها و استخوان‌های جمجمه می‌باشد و در بقیه جاها با مغز زرد جایگزین می‌شود.

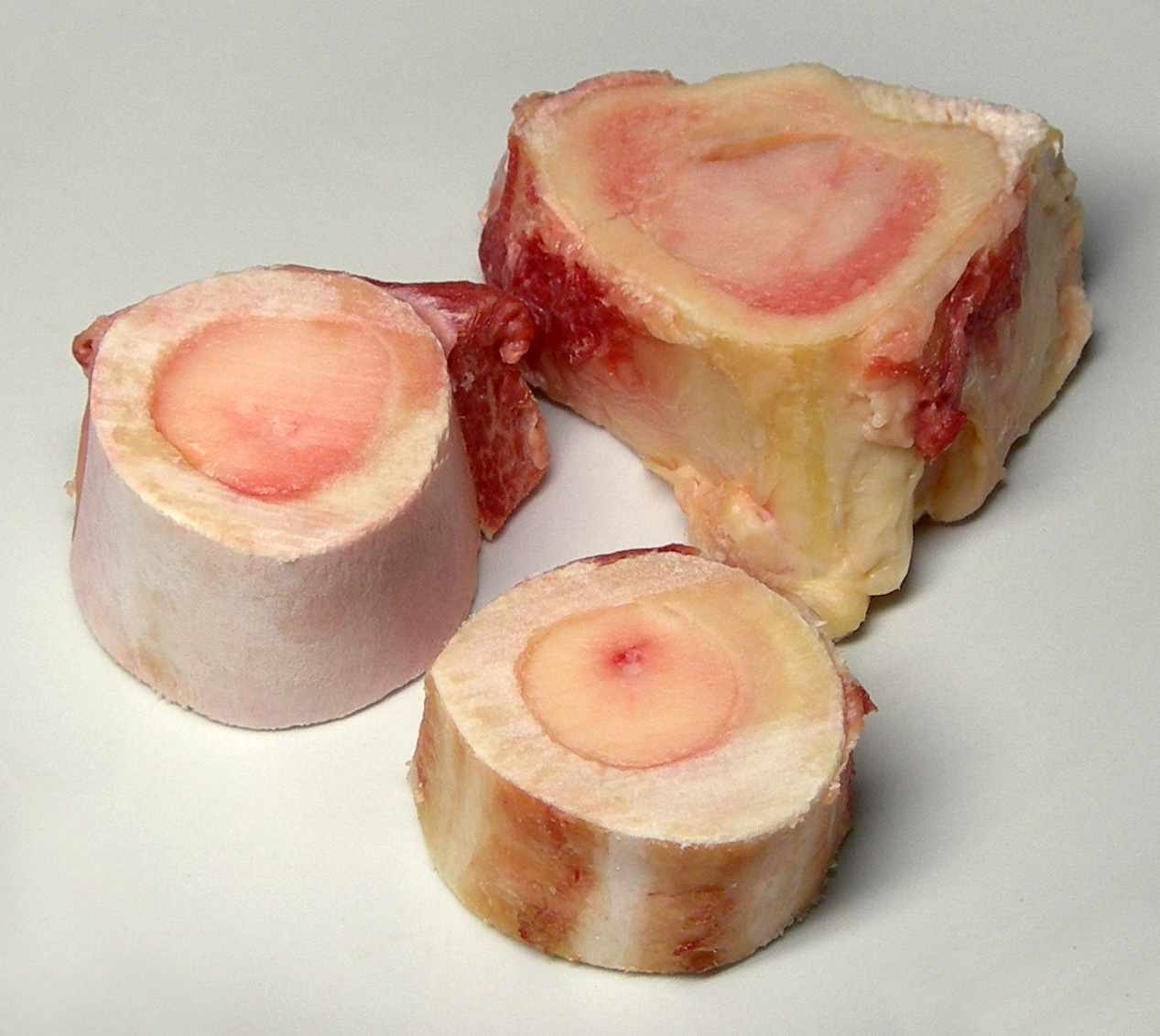
مغز استخوان

## عملکرد مغز استخوان
اصولاً تمام مغز استخوان‌های بدن تا دوران بلوغ خونسازی می‌کنند ولی مغز استخوان دراز پس از سن بیست سالگی به بافت چربی تبدیل شده و دیگر عمل خونسازی را انجام نمی‌دهد. از این پس تنها مغز استخوان‌هایی همانند مهره‌ها، جناغ سینه، دنده‌ها که همان اسکلت محوری خوانده می‌شوند عمل خونسازی را انجام می‌دهند (اسکلت بدن در کل به دو دستهٔ محوری و جانبی تقسیم می‌شود). کم‌کم با افزایش سن قدرت سازندگی مغز استخوان نیز کاهش می‌یابد و در سنین پیری کم خونی به مرور نمایان می‌گردد. مغز استخوان جزء دستگاه‌های خون ساز بدن محسوب می‌شود.
در بزرگسالان اندام خونساز مغز استخوان است ولی در جنین جگر نیز به این کار اشتغال دارد. در چند هفته نخست زندگی جنین گلبول‌های سرخ در کیسه زرده ساخته می‌شوند و در میانه‌های آبستنی اندام اصلی سازنده گویچه سرخ جگر است. در این دوره شمار قابل ملاحظه‌ای گلبول قرمز نیز به وسیله طحال و غدد لنفاوی ساخته می‌شود. در ماه‌های پایانی آبستنی و پس از زایش گلبول‌های قرمز اساساً به وسیله مغز استخوان ساخته می‌شود.
در کم خونی‌های شدید، مغز زرد می‌تواند به مغز قرمز تبدیل شود. کمبود اکسیژن در بدن باعث تحریک کلیه و کبد، در جهت ساخت هورمون اریترپویتین می‌شود. این هورمون روی اندام هدف خود (یعنی مغز استخوان) اثر تحریک‌کنندگی دارد و تولید گویچه‌های قرمز را افزایش می‌دهد. به همین علت هنگام قرار گرفتن در ارتفاعات، تنگی نفس و فعالیت شدید (که نیاز بدن به اکسیژن بالاست) پوست صورت به‌طور نسبی سرخ می‌گردد. در واقع به علت ترشح اریتروپویتین تعداد گویچه‌های قرمز خون افزایش می یابدو فعالیت مغز استخوان تشدید می‌شود.

## سلول‌های مغز استخوان
در مغز استخوان سلول‌هایی به نام سلول‌های بنیادی چند ظرفیتی هست که دو نوع سلول از آن‌ها جدا می‌شود.
- سلول‌های رده لنفوئیدی که لنفوسیت‌های نوع B و T را می‌سازند.
- سلول‌های رده میلوئیدی که این سلول‌ها در راه تکاملی خود تبدیل به چندین نوع سلول می‌شوند. این سلول‌ها از آن جهت که در پیرامون کشت توانا به پایه‌ریزی کلنی هستند به نام واحدهای کلنی ساز (CFU) شناخته می‌شوند این سلول‌ها بر این پایه‌اند:

1. سلول‌های کلنی ساز که رده مگاکاریوسیتی را می‌سازند و در پایان پلاکت‌ها را بوجود می‌آورند. مگاکاریوسیت یک سلول با ابعاد بسیار بزرگ است که به پلاکت‌ها تقسیم می‌شود.
2. سلول‌های کلنی ساز که رده‌های گرانولوسیت و مونوسیت را می‌سازند.
3. سلول‌های کلنی ساز که رده ائوزینوفیلی را می‌سازند.
4. واحد کلنی ساز سازنده رده بازوفیلی.
5. واحد کلنی ساز که رده اریتروئیدی را می‌سازند. این سلول‌ها در پایان گلبول‌های قرمز را بوجود می‌آورند. هستهٔ سلول خارج می‌شود و با هموگلبین پر می‌شود.

## تمایز عصبی سلولهای مزنشیمال مغز استخوان
تمایز عصبی سلولهای مزنشیمال مغز استخوان سلولهای مزنشیمال استخراج شده از مغز استخوان تحت تأثیر عوامل متعددی می‌توانند به سلولهای عصبی تمایز یابند. با تزریق داخل بطنی یا داخل وریدی می‌توان سلولهای پایه استرومایی را به سمت سلولهای عصبی تمایز داد. جالب توجه آن است که این سلولها پس از تزریق وریدی هم می‌توانند به محل ضایعه در مغز مهاجرت نموده و پس از اسکان در آنجا متناسب با نیاز بافت آسیب دیده فاکتورهای رشد مختلفی را ترشح کنند که به ترمیم آن کمک کند. عقیده بر این است که فاکتورهای ترشح شده توسط این سلولها سبب فراخوان سلولهای پایه عصبی به محل ضایعه و تمایز آن‌ها به سلول عصبی بالغ می‌شوند. از تمایز عصبی این سلولهابرای درمان بیماری‌های دستگاه عصبی مانند ضایعات مغزی نخاعی و پارکینسون استفاده می‌شود.